# 들백합
《들백합》(Lilies Of The Field)은 미국에서 제작된 랠프 넬슨 감독의 1963년 영화이다. 시드니 포이티어 등이 주연으로 출연하였고 랠프 넬슨 등이 제작에 참여하였다.
동독 수도자 그룹을 마주치는 아프리카계 미국인 유랑민 노동자의 이야기를 다루고 있다.
이 영화는 1964년 아카데미 남우주연상을 받았다.

## 출연

### 주연
- 시드니 포이티어

### 조연
- 리리아 스칼라
- 스탠리 애덤스
- 댄 프레이저
- 랠프 넬슨
- 리사 만
- 프란세스카 자비스
- 파멜라 브랜치

## 기타
- 원작자: 윌리엄 E. 바렛